# Tefra

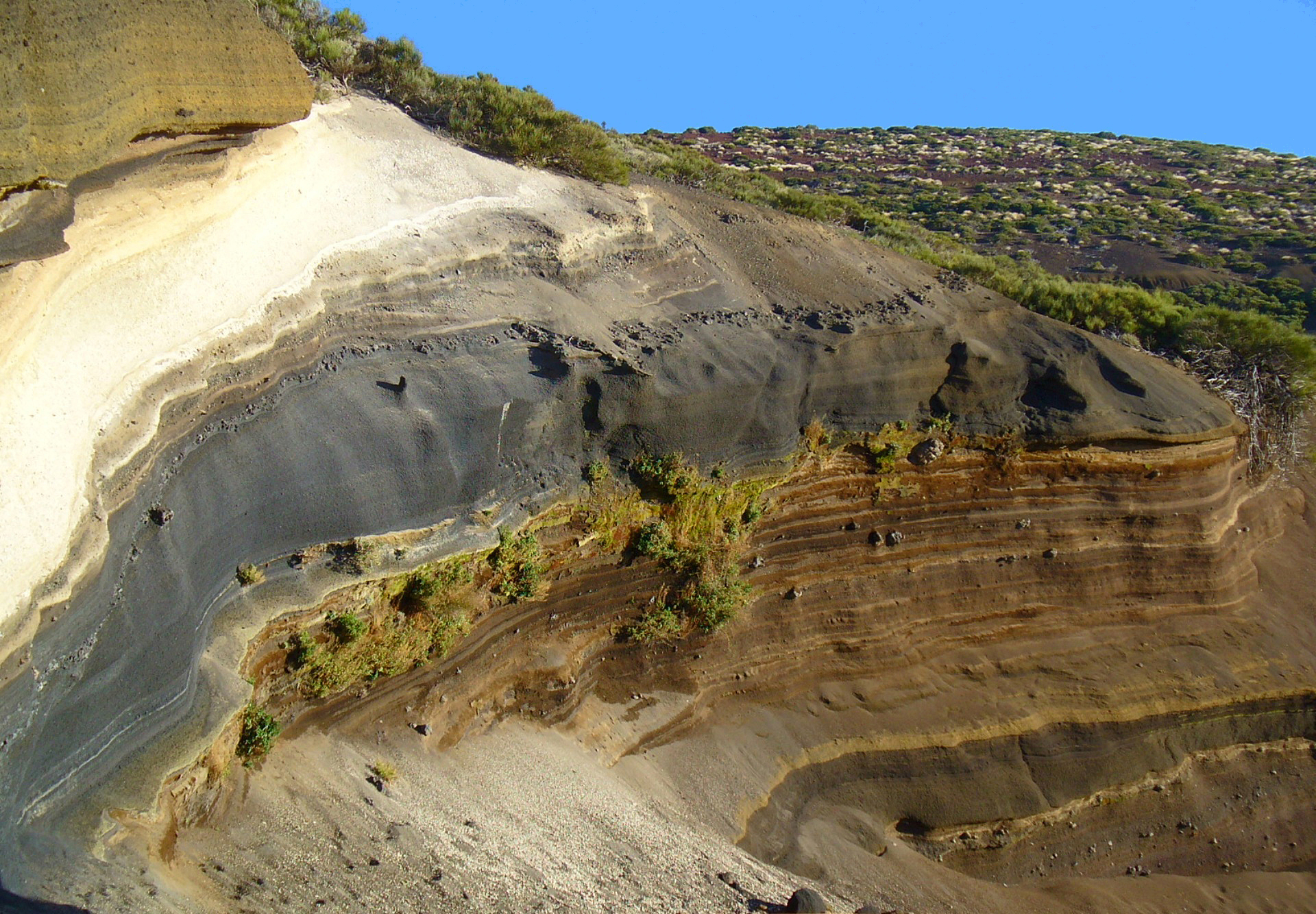
La Tarta del Teide, Tenerife

La tefra è l'insieme dei materiali piroclastici prodotti durante un'eruzione vulcanica, considerati al di là della loro composizione o dimensione. Questa definizione fu proposta dal vulcanologo islandese Sigurður Þórarinsson (Sigurdhur Thorarinsson) nel 1954, in seguito all'eruzione del vulcano Hekla.

## Classificazione

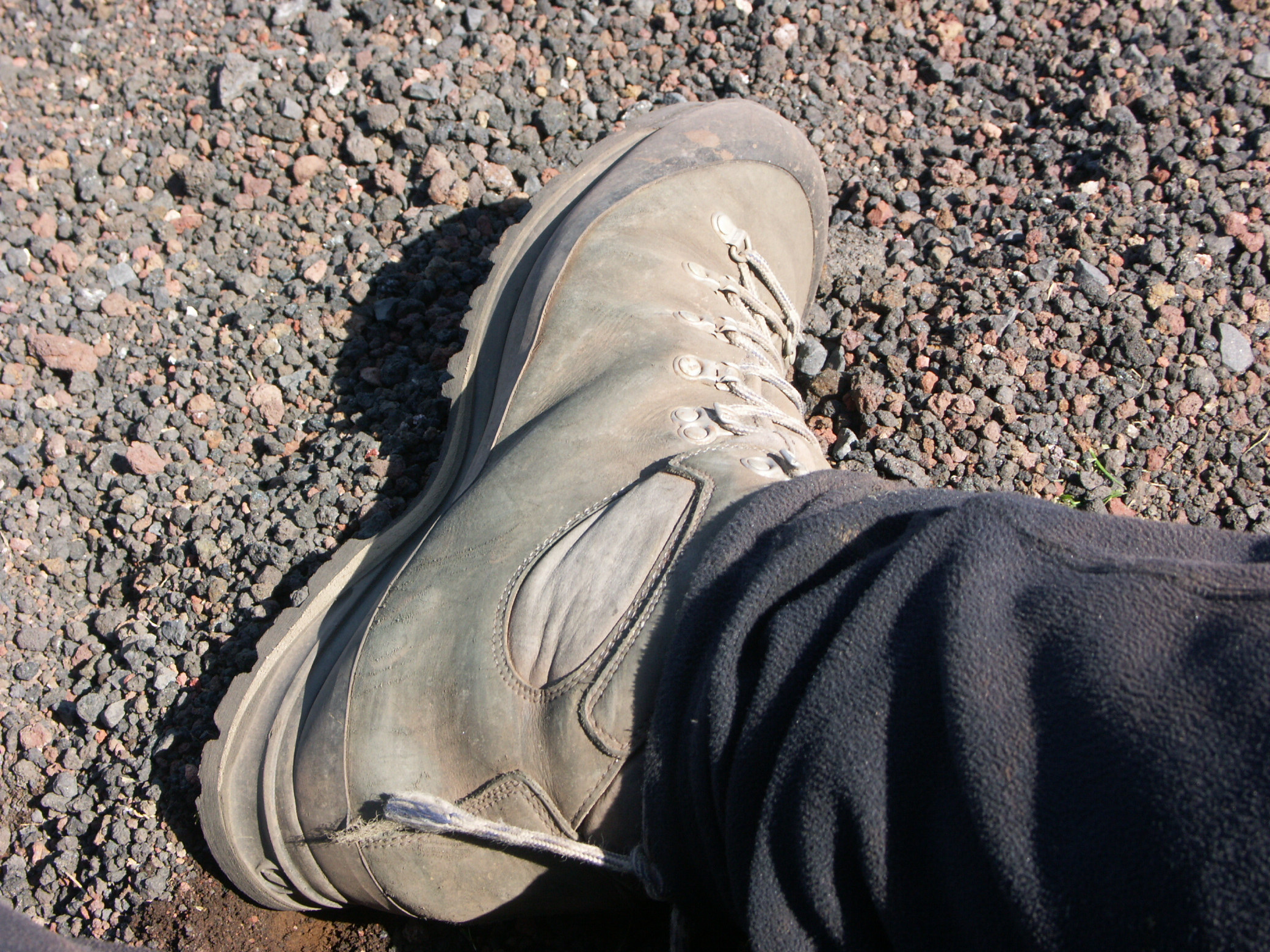
Tefra, nella forma di materiale piroclastico non consolidato, sulle pendici dell'Eldfell, Islanda

La tefra è generalmente classificabile come riolite, e in molti vulcani esplosivi è il prodotto di un magma viscoso, ad alto contenuto di silicio.
I vulcanologi assegnano il nome di piroclasti o clasti, ai frammenti in volo prodotti durante un'eruzione. Una volta giunti a terra i clasti sono considerati tefra a meno che non rimangano abbastanza caldi per rinsaldarsi in rocce piroclastiche o tufo.
La tefra prodotta durante un'eruzione va da massi di grandi dimensioni, di conseguenza piuttosto vicini al cono vulcanico, fino a frammenti più piccoli e volatili in grado di essere trasportati dal vento. La cenere spesso viaggia per migliaia di chilometri e può rimanere sospesa nella stratosfera per diverse settimane. Se lo strato di cenere sospesa è particolarmente denso ed esteso, può schermare la radiazione solare influendo così anche sul clima terrestre.
La tefra è classificabile in base alle dimensioni:
- Cenere vulcanica - particelle di meno di 2 mm di diametro
- Lapilli o tizzoni vulcanici - tra 2 e 64 mm di diametro
- Bombe vulcaniche o massi vulcanici - sopra i 64 mm di diametro

## Tefrocronologia
L'utilizzo degli strati di piroclastiti, sfruttando le loro caratteristiche chimiche distintive, come marcatori di orizzonti stratigrafici nei siti archeologici e geologici è conosciuto come tefrocronologia.

Un esempio dell'applicazione di questa tecnica cronostratigrafica è lo studio della tefra del vulcano del Laacher See, in Germania, la cui eruzione risalente al 10 982 a.C. ricoprì una vasta area del Centro Europa con una coltre di cenere.

## Etimologia
Le parole "tefra" e "piroclasto" derivano entrambe dal greco. "Tefra" significa "cenere", mentre Pyro significa "fuoco" e klastos "spezzato"; così piroclasto assume il significato di "frammento originato dal fuoco". Tephras è anche, nel Testamento di Salomone del primo secolo d.C., il nome di un demone detto "spirito della cenere" che porta oscurità e incendia i campi.